# Greta (insecte)
Pour les articles homonymes, voir Greta.
Genre
Le genre Greta regroupe des insectes lépidoptères diurnes de la famille des Nymphalidae.

## Liste des espèces selon NCBI[1]
- Greta andromica (Hewitson, [1855])
- Greta annette (Guérin-Méneville, [1844])
- Greta hermana (Haensch, 1903).
- Greta oto (Hewitson, 1854).
- Greta polissena (Hewitson, 1863)
- Greta theudelinda (Hewitson, 1861)

## Liste des espèces selon funet[2]
- Greta alphesiboea (Hewitson, 1869)
- Greta andromica (Hewitson, [1855])
- Greta annette (Guérin-Méneville, [1844])
- Greta cubana (Herrich-Schäffer, 1862)
- Greta depauperata (Boisduval, 1870)
- Greta dercetis (Doubleday, 1847)
- Greta diaphanus (Drury, 1773).
- Greta enigma (Haensch, 1905)
- Greta esula (Hewitson, 1855)
- Greta gardneri (Weeks, 1901).
- Greta hermana (Haensch, 1903).
- Greta libethris (C. & R. Felder, 1865)
- Greta lojana (Vitale & Bollino, 2001)
- Greta lydia (Weymer, 1899)
- Greta morgane (Geyer, 1837).
- Greta ochretis (Haensch, 1903)
- Greta oneidodes (Kaye, 1918)
- Greta ortygia (Weymer, 1890)
- Greta oto (Hewitson, 1854) ou Greta morgane oto.
- Greta polissena (Hewitson, 1863)
- Greta theudelinda (Hewitson, 1861)